# Greset e Cavanhan
Grézet-Cavagnan (en francès Grézet-Cavagnan) és un municipi francès situat al departament d'Òlt i Garona i a la regió de la Nova Aquitània.

## Demografia
| 1962                                       | 1968 | 1975 | 1982 | 1990 | 1999 | 2007 |
| ------------------------------------------ | ---- | ---- | ---- | ---- | ---- | ---- |
| 298                                        | 344  | 314  | 294  | 296  | 256  | 344  |
| Des de 1962: població sense dobles comptes |      |      |      |      |      |      |

## Administració
| Període   | Identitat           | Partit |
| --------- | ------------------- | ------ |
| 1989-2008 | Jean-Louis Arpoulet |        |
| 2008-     | Georges Rodier      |        |